# Marine indienne
La marine indienne (sanskrit : भारतीय नौसेना, Bharatiya Nau Sena, (en) Indian Navy) est la branche navale des forces armées indiennes. Avec 68 000 hommes et femmes, dont 5 000 membres de l'aviation navale et 2 000 commandos de marine (MARCOS), c'est la septième marine pour ce qui est du tonnage de navires de combat et la quatrième marine du monde en effectifs[Quand ?]. Elle dispose actuellement de plus de 155 navires, dont un porte-avions en service, l'INS Vikramaditya, navire amiral de la flotte indienne et un en construction, l'INS Vikrant. L'Inde utilise sa marine pour sa défense nationale, améliorer ses relations internationales, par des exercices collectifs, des visites de ports étrangers et des missions humanitaires.

## Histoire

Pavillon 2001-2004

Pavillon 1950-2001

L'origine de la marine indienne vient de la civilisation de l'Indus datant de XXIVe siècle av. J.-C.. À l'origine, la flotte indienne est essentiellement d'exploration et commerciale. Le Rig-Veda écrit environ 1 500 ans av. J.-C., crédite Varuna de la connaissance des trajets océaniques et décrit des expéditions navales. On y trouve la référence d'un vaisseau appelé Plava, qui donne de la stabilité au navire dans les conditions de tempête. La première référence connue d'une organisation de la marine en Inde ancienne date du IVe siècle av. J.-C., quand l'empereur Chandragupta Maurya crée un ministère des voies navigables.
Les routes maritimes entre l'Inde ancienne et les pays voisins sont essentiellement commerciales, et responsables de l'influence de la culture indienne sur d'autres sociétés.
Pour Auguste Toussaint, l'Inde ancienne serait ainsi le premier pays de l'Océan Indien à posséder de véritables flottes de combats. En effet, l'empereur maurya "possédait déjà d'un véritable Conseil d'amirauté ayant à sa tête un surintendant des Vaisseaux dont on trouve une curieuse description dans un ouvrage sanscrit de son premier ministre Kautilya, l'Arthashâstra .
Les différentes périodes Maurya, Satavahana, Chola, Vijayanagara, Kalinga et l'Empire moghol permettent le développement du commerce extérieur, en étendant l'influence indienne en Asie du Sud-Est.

### Colonisation
Aux XVIIe siècle, les rivalités entre la Compagnie anglaise des Indes orientales et le Portugal aboutissent à la bataille de Swally, en 1612, qui autorise l'octroi au Royaume d'Angleterre d'un monopole commercial en Inde.
En 1662, la ville de Bombay est cédée au Royaume d'Angleterre par les Portugais. La marine coloniale indienne prend alors le nom de marine de Bombay en 1686, puis celui de marine indienne de sa majesté en 1830, marquant ainsi le début de l'ère victorienne. Entre 1863 et 1877 elle reprend toutefois le nom de marine de Bombay.
En reconnaissance de services rendus, elle obtient le nom de Royal Indian Marine en 1892, alors qu'elle dispose d'une cinquantaine de vaisseaux de guerre. En 1934, renommée Royal Indian Navy, elle ne dispose plus que de huit petits navires au début de la Seconde Guerre mondiale. Pendant ce conflit, deux sloops de la Royal Indian Navy participent à l'opération Husky. Deux navires furent coulés dans ce conflit
Après la fin de la Seconde Guerre mondiale commence alors une nouvelle lutte des Indiens pour l'indépendance. En 1946, la mutinerie (mutinerie de Bombay) des marins indiens à bord du HMS Talwar se propage bientôt au reste de la flotte coloniale.

### Indépendance
L'indépendance est obtenue dès 1947, et le Royaume-Uni accorde à l'Inde une trentaine de petits vaisseaux (patrouilleurs, chasseurs de mines…) et deux frégates (HMS Tir et HMS Kukri), pour surveiller ses eaux territoriales.
En 1950, la marine royale indienne (RIN) devient la marine indienne et attribue les préfixes INS (Indian Navy Ship) à ses navires.
La marine indienne effectue sa première opération lors de l'invasion de Goa, alors colonie portugaise enclavée dans le territoire indien, dans le cadre de l'opération Vijay (1961). Surclassée tant en qualité qu'en quantité, la marine portugaise ne peut livrer que des barouds d'honneur comme à Mormugão, et perd trois navires, détruits ou coulés lors des affrontements tandis que les territoires litigieux sont conquis par les forces indiennes.
La marine indienne ne joue aucun rôle opérationnel pendant la guerre indo-pakistaine de 1965 : elle se contente de surveiller la côte et les eaux territoriales. Le Pakistan tente quant à lui, sans succès, un raid de bombardement sur la station radar de Dwarka et utilise le sous-marin Ghazi pour bloquer le port de Bombay, revendiquant d'y avoir bloqué le porte-avions Vikrant (en fait en cale sèche). Toutefois, cette guerre participe à la perception du besoin d'une marine efficiente.
Lors du troisième conflit entre l'Inde et le Pakistan en 1971, les relations entre l'Inde et les États-Unis sont très mauvaises. Les États-Unis sont les alliés du Pakistan, et, de plus, l'Inde, pays non-aligné, se rapproche diplomatiquement de l'URSS. Les États-Unis décident donc d'envoyer un porte-avions nucléaire pour tenter de dissuader l'Inde de s'en prendre aux intérêts pakistanais. Cependant, la présence de l'USS Enterprise dans le golfe du Bengale ne permet pas au Pakistan d'éviter l'affrontement. La marine indienne assure le blocus des ports du Pakistan (et de l'actuel Bangladesh car pakistanais à l'époque), pour empêcher le ravitaillement des troupes pakistanaises stationnées dans le delta du Gange. Mieux, elle remporte une bataille, lorsqu'elle attaque le port de Karachi pendant les opérations Trident et Python. Elle coule notamment deux destroyers, un sous-marin, un chasseur de mines, sept petits navires côtiers et onze navires marchands (dont un américain, chargé de munitions pour le Pakistan), contre la seule perte de la frégate INS Khukri, premier navire coulé par un sous-marin depuis 1945.

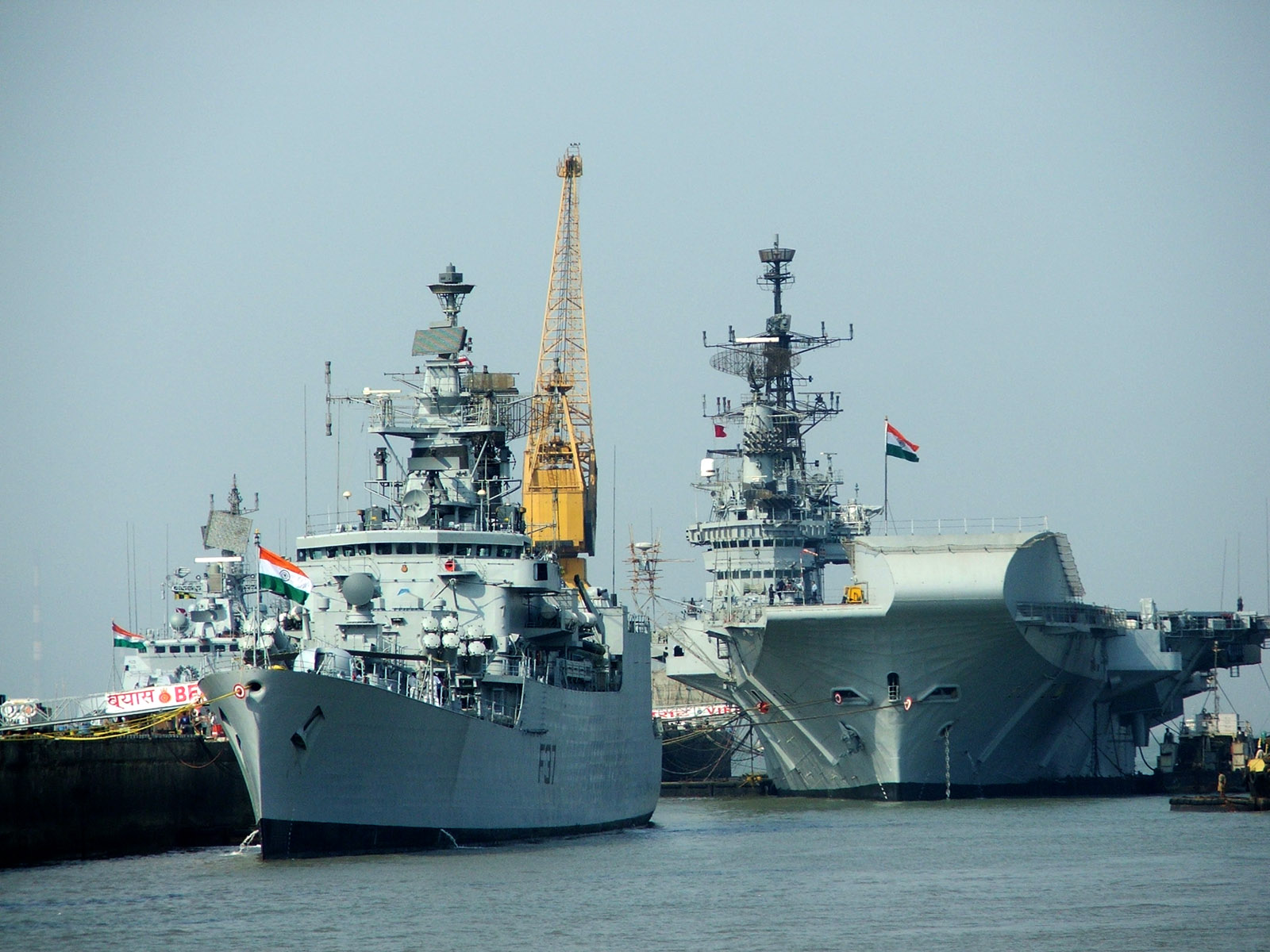
La frégate INS Betwa et le porte-avions à Bombay.

En octobre 2009, la marine a un personnel d'environ 53 000 hommes (dont 7 500 officiers et 2 000 commandos marine) pour 96 200 tonnes de bâtiments de combat en service répartis entre 1 porte-avions léger, 16 sous-marins, 8 destroyers lance-missiles, 17 frégates, 28 corvettes lance-missiles, 23 patrouilleurs lance-missiles, 12 petits navires de guerre des mines, 3 pétroliers ravitailleurs et 1 navire océanographique.
Son aéronautique navale comprend 16 Sea Harrier, 6 MiG-29K, 5 Il-38, 8 Tu-142, 28 hélicoptères Sea King dont 18 équipés ASM, 21 Alouette III, 12 Ka-28 ASM, 9 Ka-31 de guet aérien et 6 HAL Dhruv.
Avec 101 navires de combat en service et un tonnage de 225 460 tonnes, la marine indienne est en 2008 la septième flotte mondiale, derrière la Marine nationale française.
Plus récemment, la marine indienne participe à des missions multinationales de nature humanitaire (Somalie, tsunami dans l'océan Indien) ou d'évacuation des ressortissants indiens, népalais et sri-lankais du Liban en 2006.
En 2008, la marine indienne a déployé plusieurs navires dans le golfe d'Aden afin d'escorter ses navires marchands et les protéger des actes de piraterie
au large de la Somalie.
Le 19 novembre 2008, elle a annoncé que la frégate INS Tabar avait détruit le « bateau-mère » d'où un groupe de pirates lançaient ses attaques, après avoir riposté à la suite de « gestes hostiles ». Le Centre d'observation de la piraterie du Bureau maritime international (BMI) révéla cependant le 26 novembre que le bateau était en réalité de l'Ekawat Nava 5, un chalutier thaïlandais qui avait été capturé par des pirates le matin même. Le propriétaire précisa que sur les 16 hommes d'équipage, un était mort, 14 disparus et que le seul survivant avait été secouru six jours après la destruction du navire, demandant des explications à la Marine indienne, qui affirma avoir agi en situation de légitime défense
. Le 13 décembre 2008, l'INS Mysore qui avait pris la relève du Tabar capturait 23 pirates qui s'en prenaient à un bateau de commerce éthiopien, les onze yéménites parmi eux étant cependant considérés par la suite comme des pêcheurs enrôlés de force. Après ces affaires, la marine indienne interviendra notamment le 27 mai 2009, tuant deux pirates, en intervenant à l'appel d'un bateau libérien attaqué.

## Doctrine

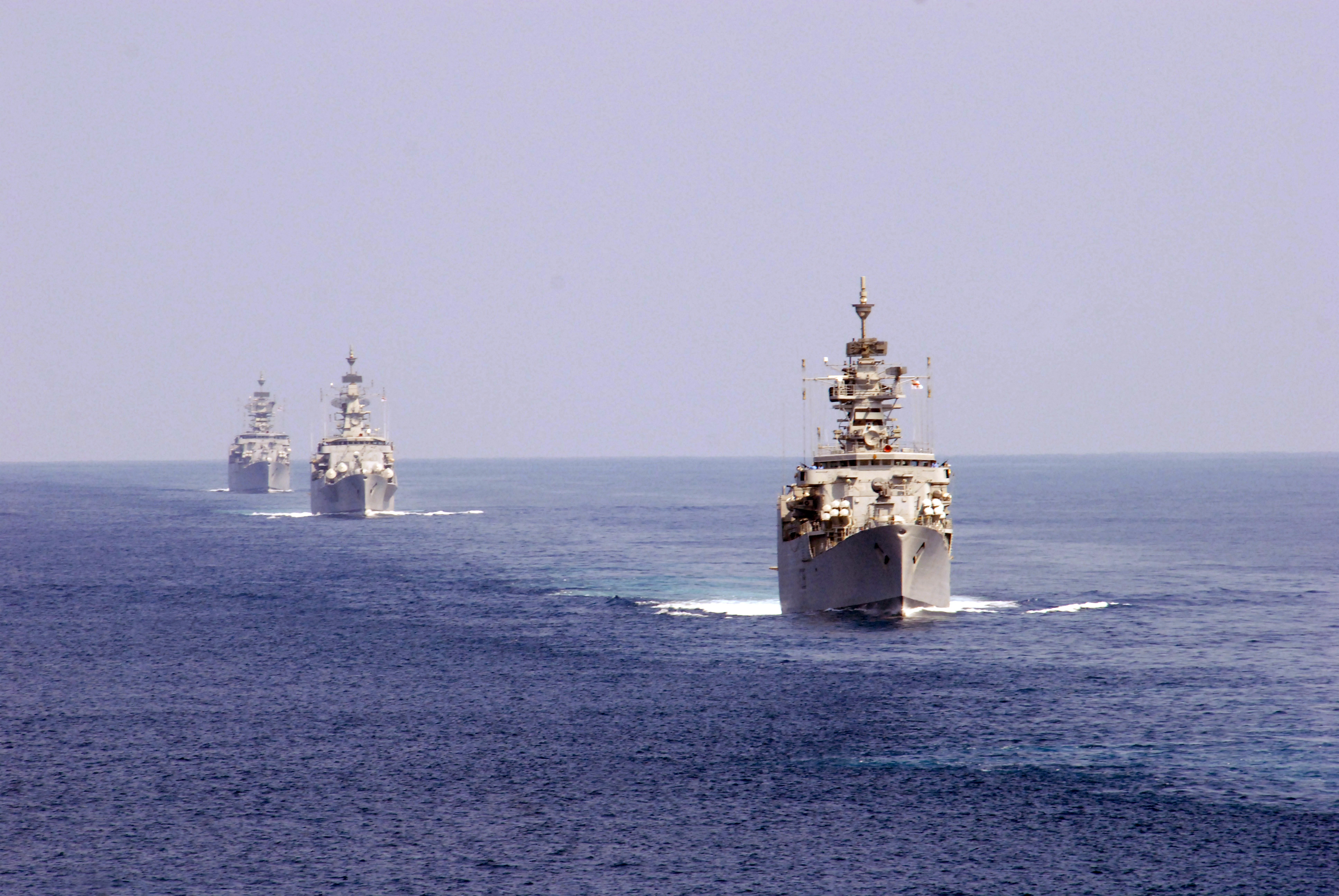
Les frégates INS Godavari (F20), INS Brahmaputra (F31) et INS Beas (F39) naviguent en formation dans l'océan Indien durant l'exercice indo-américain Malabar 2008 (20 octobre 2008)

L'armée indienne possède, dans sa perception stratégique, une orientation continentale issue de sa géographie comme de son histoire coloniale (la rivalité Russie impériale-Royaume-Uni), ou récente (primauté donnée aux armées de terre, de l'air et à la dissuasion nucléaire) même si cette vision est aujourd'hui remise en cause, du fait des intérêts maritimes croissants du pays dans l'océan Indien. À l'indépendance, la marine indienne est essentiellement côtière, ce qui ne l'empêche pas de participer à la libération de Goa en 1961. Ce n'est que dans les années 1990 qu'à la rivalité avec le Pakistan s'ajoute la montée en puissance de la marine chinoise dans sa zone d'influence de l'océan Indien : de l'ouest (golfe Persique et mer Rouge) à l'est (détroit de Malacca). En effet, l'implantation de bases navales chinoises en Birmanie (celle des îles Cocos est située à proximité de la base indienne des îles Andaman), au Bangladesh (Chittagong), au Pakistan (notamment la base de Gwadar, inaugurée en 2007) et au Sri Lanka est perçue comme une tentative d'encerclement naval ou, plus généralement à en croire François Joyaux, comme la concrétisation de l'opposition entre une Asie continentale et autoritaire (Chine, Corée du Nord) et une Asie maritime et démocratique (Japon, Thaïlande, Corée du Sud) . Certes, depuis mai 2006, l'Inde et la Chine essaient de développer des relations militaires bilatérales, limitées pour l'heure à des manœuvres navales de faible ampleur (le premier exercice conjoint de contre-terrorisme s'est déroulé en Chine en décembre 2007). C'est dans ce cadre qu'il faut replacer les collaborations bien plus importantes entre la marine indienne et les marines asiatiques (exercices Milan depuis 1995) puis occidentales présentes dans l'océan Indien : américaine et singapourienne (exercices Malabar depuis 2003), Royal Navy (exercices Konkan) française (exercices Varuna depuis 2001), australienne, japonaise et russe (exercices Indra). Rahul Roy-Chaudhry, de l'International Institute for Strategic Studies, distingue 3 intérêts maritimes pour l'Inde : bloquer des menaces non-militaires comme les trafics d'armes et de stupéfiant, protéger ses voies de navigation pour ses approvisionnements énergétiques et son commerce extérieur, patrouiller sa Zone économique exclusive de 2 305 143 km². Ce que Sureesh Mehta, chef d'état-major de la Marine résume en : « Notre objectif naval militaire principal, c'est de garantir notre sécurité nationale, l'impossibilité de toute ingérence dans nos affaires nationales, de façon que nos intérêts vitaux, en matière de croissance économique et de développement, puissent s'effectuer dans un environnement stable et sécurisé ».

## Organisation
Le chef d’état-major de la marine indienne est l’amiral Karambir Singh, nommé le 31 mai 2019
La marine indienne est organisée en trois commandements régionaux (ouest, sud et est), répartis autour de trois bases navales (INS Angria à Bombay, INS Venduruthy à Kochi et Visakhapatnam), et assurant les fonctions d'entraînement, d'entretien, de logistique pour la marine des forces armées indiennes.
Depuis 1987, la marine indienne dispose d'une unité de commandos (MARCOS), sur le modèle des Navy Seals et des Royal Marines.

## Équipements

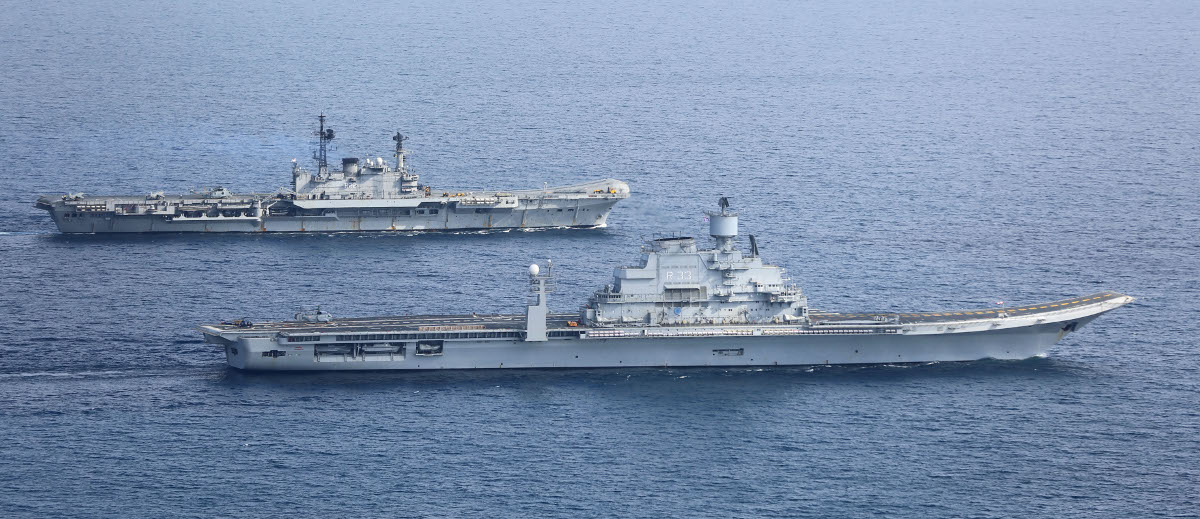
Les deux porte-avions indiens en service en janvier 2014. L'ex-soviétique INS Vikramaditya alors en essais et l’ex-britannique INS Viraat retiré du service le 6 mars 2017.

En 2008, la marine indienne dispose de plus de 155 navires, dont un porte-avions (INS Viraat), 21 frégates, 16 sous-marins, et de 10 bâtiments de débarquement de tailles diverses. Ces navires sont souvent de conception soviétique ou britannique, et commencent à être surpassés par les bâtiments plus modernes. Ainsi, en ce qui concerne les sous-marins, un rapport du Controller and Auditor General (CAG) ,, déposé au Lok Sabha le 24 octobre 2008, indique que seuls 48 % de la flotte sous-marine indienne est disponible, le reste étant en réparation ou en modernisation. Par ailleurs, le niveau de 12 sous-marins ne représente que 67 % du nombre approuvé par un plan en 1985. Enfin, la flotte vieillit (une partie des bâtiments a déjà dépassé la durée de vie opérationnelle), si bien qu'une rupture capacitaire était à prévoir vers 2012, date à laquelle 63 % de la flotte devrait être désarmée et ne serait pas compensée par la mise en service du premier Scorpène. Pour pallier cela, la Marine indienne a lancé en octobre 2008 un nouveau contrat d'acquisition de 30 nouveaux sous-marins (Projet 75). Après avoir loué un sous-marin nucléaire d'attaque de classe Akoula à la Russie, l'Inde devait en louer un second, voire un troisième, aux fins d'entraînement , mais le contrat est apparemment en suspens, voire annulé,,. Malgré tout, la marine indienne ambitionne un vaste renouvellement de sa flotte en construisant localement des navires de nouvelle génération dont 3 à 5 SNLE, le premier est le INS Arihant lancé le 26 juillet 2009, pouvant embarquer quatre missiles balistiques et proche, justement, de la classe Akoula II. Selon l'amiral Sureesh Mehta, « l'arsenal militaire le plus crédible en cas de réponse à une attaque nucléaire reste le sous-marin à propulsion nucléaire lanceur de missiles ».
En août 2013, l'Inde lance son premier porte-avions de conception nationale, l'INS Vikrant qui doit entrer en service vers 2023 selon les estimations de 2020 et reçoit en novembre 2013 le porte-aéronefs ex-soviétique INS Vikramaditya embarquant des MiG-29 K , mais perd également en aout un sous-marin de classe Kilo dans une explosion qui endommage un autre submersible. Cela fait que la marine indienne n’a alors plus que 11 sous-marins opérationnels. Dans les prochaine années, les sous-marins vieillissants d’origine allemande vont être désarmés, et la flotte indienne pourrait ne plus compter que 7 sous-marins vers 2015.

### Aéronavale

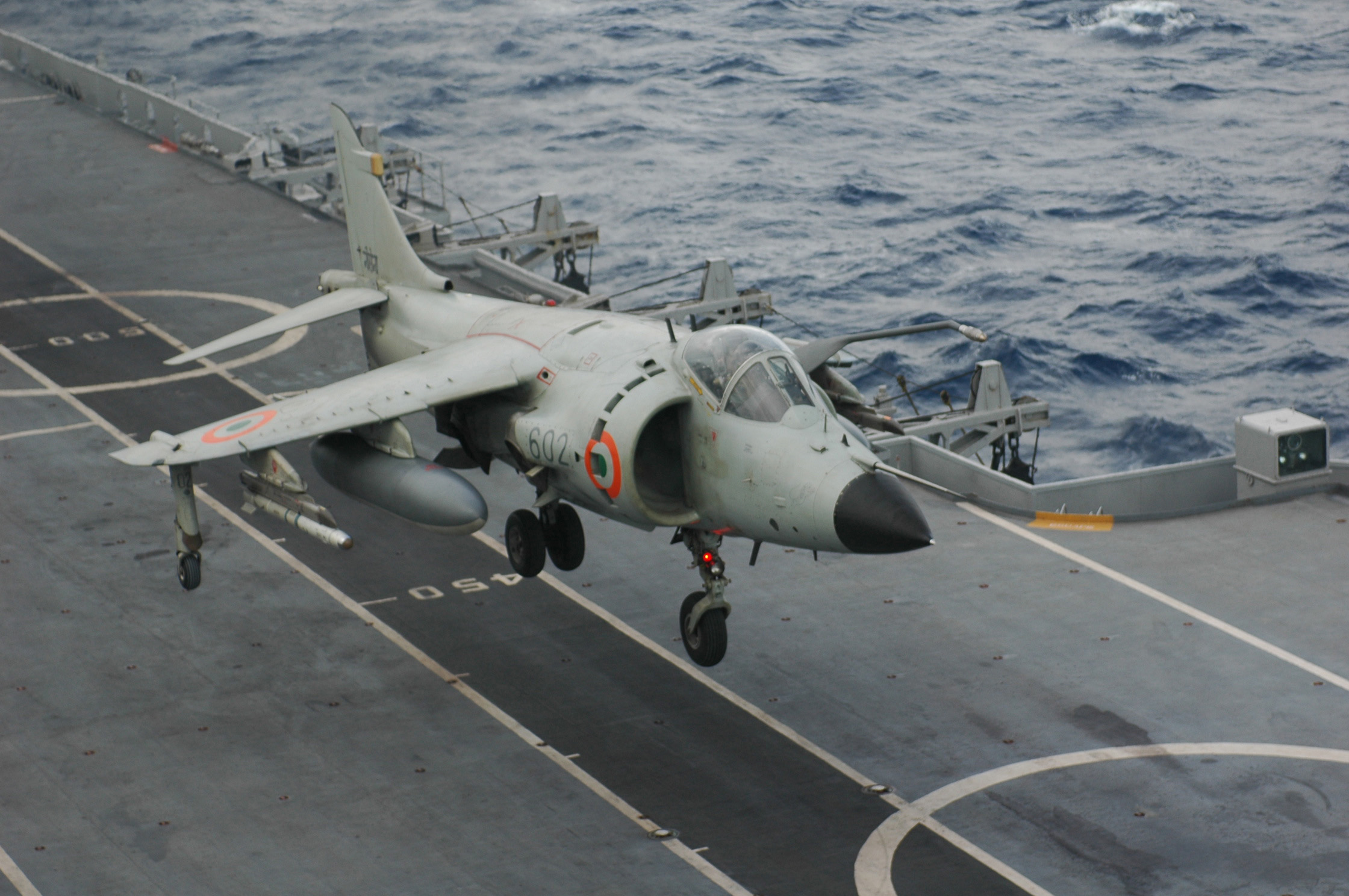
Sea Harrier au décollage en 2007. Il a été le fer de lance de l’aéronavale embarquée des années 1980 aux années 2010.

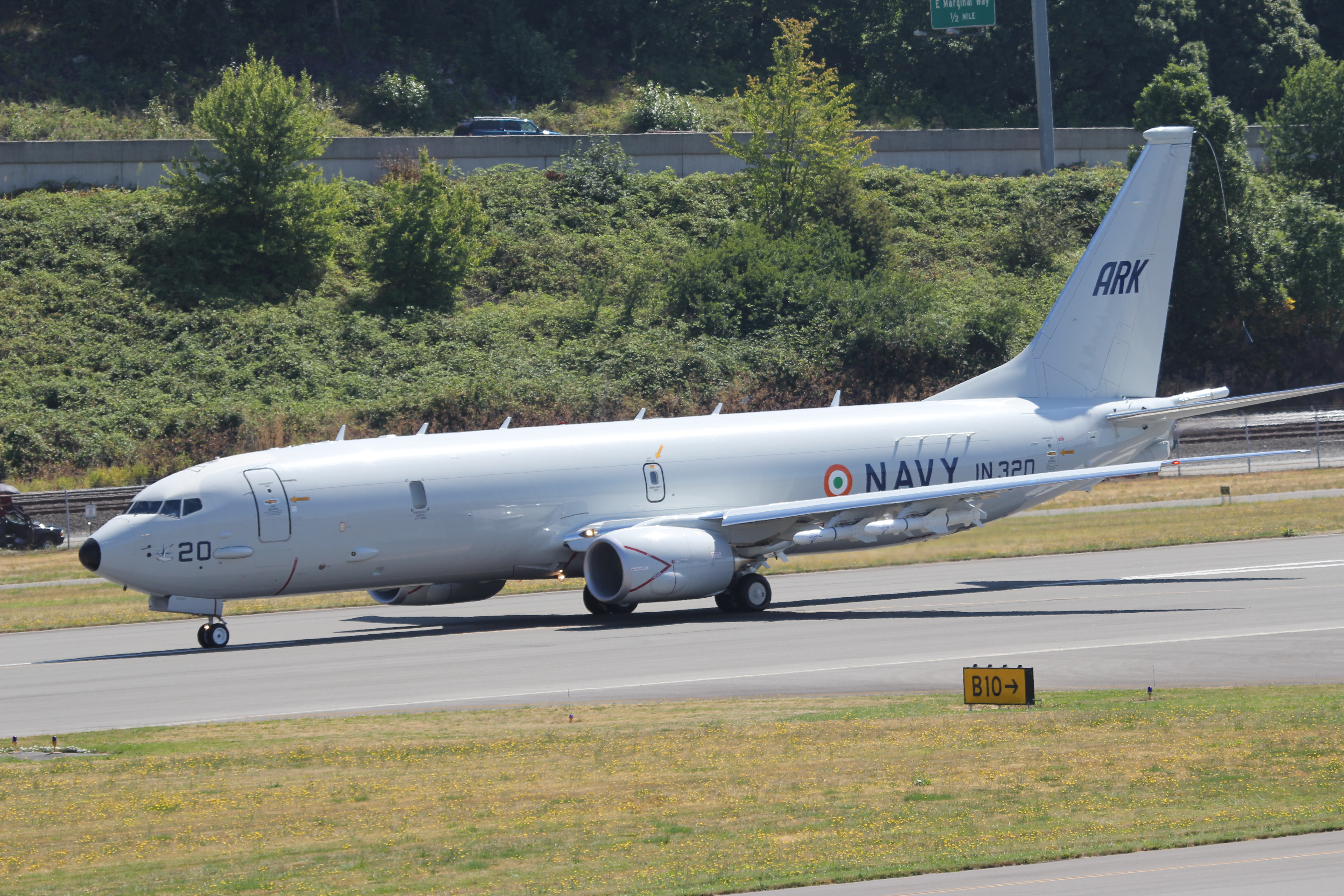
Un des tout premiers P-8I indiens équipé de missiles antinavire AGM-84 Harpoon.

L'aéronavale indienne embarquée s'est organisée autour de Sea Harrier entre 1983 et mai 2016 et de Sea King, opérant à partir du porte-avions INS Viraat qui a été retiré du service en novembre 2016.
Livré entre 2009 et 2017, 45 MiG-29 K constituent à cette dernière date l'intégralité de la chasse embarqué indienne mais rencontrent de sérieuses difficultés de mise en œuvre. Ils embarquent à bord du porte-aéronefs INS Vikramaditya entré en service en novembre 2013.
Le bâtiment de débarquement INS Jalashva , livré en 2007, peut transporter six hélicoptères de transport.
La marine demande environ 260 hélicoptères embarqués depuis les années 2000, mais aucun contrat n'a été signé en début d'année 2017. Le 16 juillet 2021, elle perçoit les deux premiers des 24 hélicoptères MH-60R Seahawk commandés en 2020.
| Principaux aéronefs de la marine indienne en 2015 |                                   |                   | |
| Aéronefs                                          | Type                              | Nombre en service | Notes |
| MiG-29 K                                          | chasseur multirôle                | 29                | 45 livrés au total entre 2009 et 2017. |
| MiG-29 KUB                                        | chasseur multirôle d'entrainement | 4                 | |
| Sea Harrier                                       | avion d'attaque au sol            | 7                 | Retiré du service en 2016. |
| Tu-142                                            | Avion de patrouille maritime      | 8                 | En service entre 1988 et le 29 mars 2017 |
| P-8 Poseidon                                      | Avion de patrouille maritime      | 8                 | 12 livrés au total entre le 12 décembre 2012 et le 24 décembre 2022. |
| Iliouchine Il-38                                  | avion de patrouille maritime      | 5                 | 3 acquis en 1977, 2 autres en 1983, 2 perdus le 1er octobre 2002 lors d'une collision aérienne, remplacer par deux d'occasion, retrait le 31 octobre 2023 Retrait le 31 octobre 2023 . |
| Dornier 228                                       | avion de surveillance             | 20                | |
| HAL Kiran                                         | avion d'entraînement              | 12                | |
| BAe Hawk                                          | avion d'entraînement              | 66                | |
| Britten-Norman Islander                           | avion de surveillance             | 9                 | |
| HAL Dhruv                                         | hélicoptère multirôle             | 6                 | |
| Sea King                                          | hélicoptère multirôle             | 28                | |
| Alouette III                                      | hélicoptère multirôle             | 21                | |
| Kamov Ka-27                                       | hélicoptère multirôle             |                   | |

### Projets de bases militaires dans l'Océan indien
Début 2018, l'Inde a signé un accord de vingt ans avec les Seychelles pour développer une base sur l'île de l'Assomption.
Cet accord a été finalisé lors d'une visite officielle de Narendra Modi aux Seychelles en mars 2018.
Dans le même temps, l'armée indienne aurait également négocié la création de facilités militaires et aéroportuaires sur la petite île d'Agalega, appartenant à l'île Maurice et située au sud de l'archipel des Seychelles,.

## Avenir
La marine indienne, largement dépendante de nations étrangères pour la construction de navires et d'aéronefs de combat, prévoit une vaste modernisation de ses équipements en diminuant cette dépendance. L'achat du porte-avions Amiral Gorshkov à la marine russe doit permettre à la marine indienne de remplacer le Viraat vieillissant. De plus, elle prévoyait la mise en service d'un second porte-avions en 2012 l'INS Vikrant construit en Inde et finalement lancé le 12 août 2013 pour une mise en service prévue en 2018. La construction d'un second porte-avions de la même classe est à l'étude.
Une classe de trois bâtiments de débarquement Shardul entre en service à partir de 2007, des contrats de transferts technologiques ont été conclus pour six Scorpène (le premier de ces sous-marins a vu sa coque fermée en juillet 2014 et ses travaux se poursuivent pour une mise à flot à l'automne 2015 et une livraison en septembre 2016) et six sous-marin type 214.
En outre, une nouvelle génération d'aéronefs indiens (HAL Tejas, HAL HJT-36 Sitara et HAL Dhruv) est destinée à remplacer les aéronefs dépassés. Une base l'INS Varsha pour les sous-marins nucléaires et une école de sous-mariniers l'INS Satavahana.

## Commandement
La Marine indienne est commandée par le chef de l'Etat-major naval.
| Portrait | Grade  | Chef d'état-major             | Date de prise de poste | Durée            |
| -------- | ------ | ----------------------------- | ---------------------- | ---------------- |
|          | Amiral | Sir Charles Thomas Mark Pizey | 1er avril 1955         | 111 jours        |
|          | Amiral | Sureesh Mehta                 | 31 octobre 2006        | 2 ans, 304 jours |
|          | Amiral | Nirmal Kumar Verma            | 31 août 2009           | 3 ans            |
|          | Amiral | Devendra Kumar Joshi          | 31 août 2012           | 1 an, 179 jours  |
|          | Amiral | Robin K. Dhowan               | 17 avril 2014          | 2 ans, 44 jours  |
|          | Amiral | Sunil Lanba                   | 31 mai 2016            | 3 ans            |
|          | Amiral | Karambir Singh                | 31 mai 2019            | 2 ans, 183 jours |
|          | Amiral | R. Hari Kumar                 | 30 novembre 2021       | 2 ans, 152 jours |
|          | Amiral | Dinesh K Tripathi             | 30 avril 2024          | en cours         |